# 伊利济省
伊利济省（阿拉伯語：ولاية اليزي）是阿尔及利亚东南部的一个省，东部与利比亚接壤，北邻瓦尔格拉省，东部和南部与塔曼拉塞特省相连，首府伊利济。该省是阿尔及利亚面积第三大，但人口却第二稀少的省份，人口密度仅为每平方千米0.31人。
伊利济省分为3个县和6个市。